# Wynohradowe (obwód chersoński)
Wynohradowe (ukr. Виноградове) – wieś na Ukrainie, w obwodzie chersońskim, w rejonie chersońskim, siedziba hromady. W 2001 liczyła 4636 mieszkańców, spośród których 4424 wskazało jako ojczysty język ukraiński, 167 rosyjski, 1 węgierski, 3 białoruski, 30 ormiański, 1 romski, a 10 inny.